# Obozy przejściowe Lublin

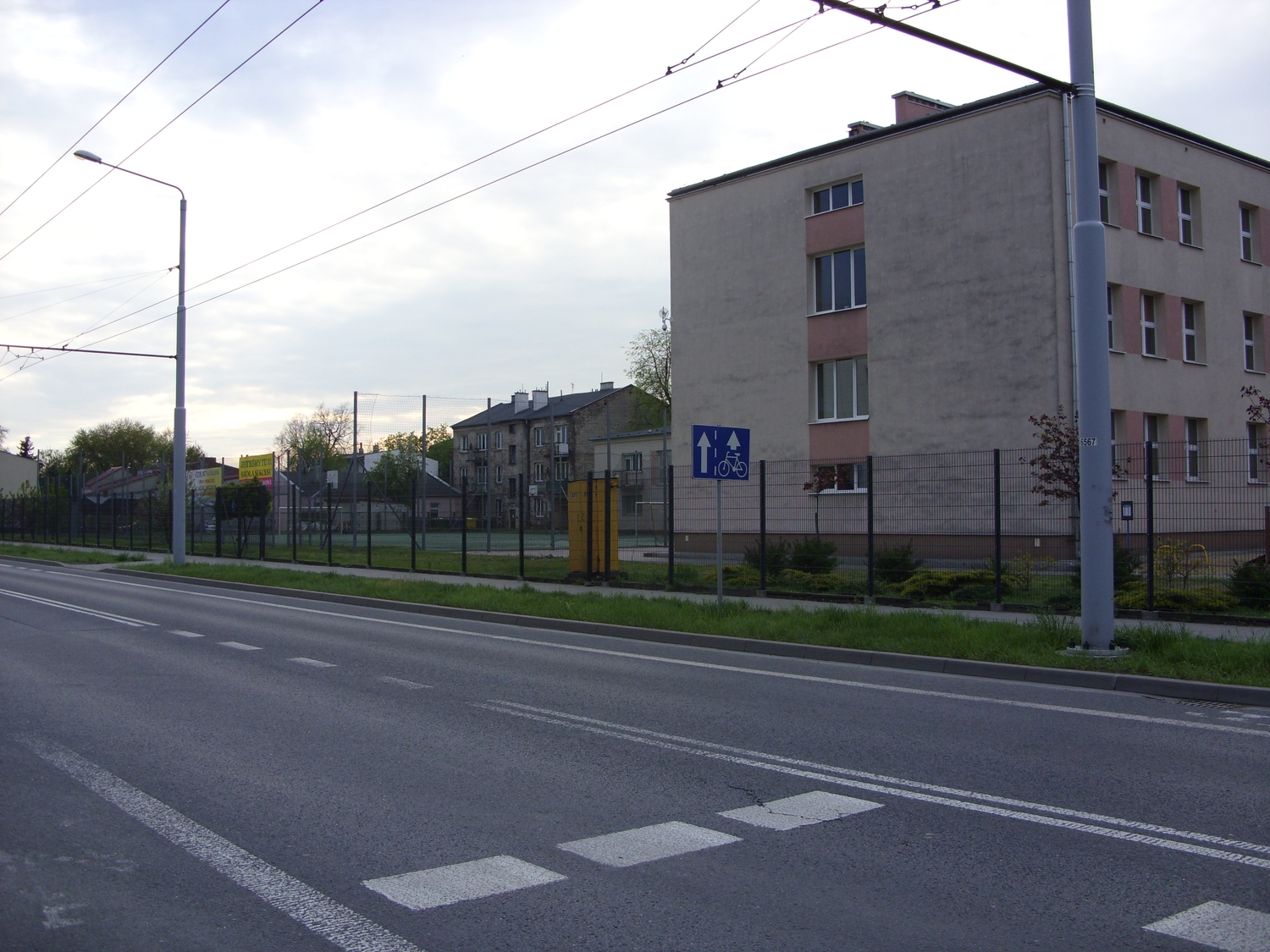
Były obóz przejściowy w Lublinie przy ulicy Krochmalnej 31, obecnie Zespół Szkół przy ulicy Krochmalnej

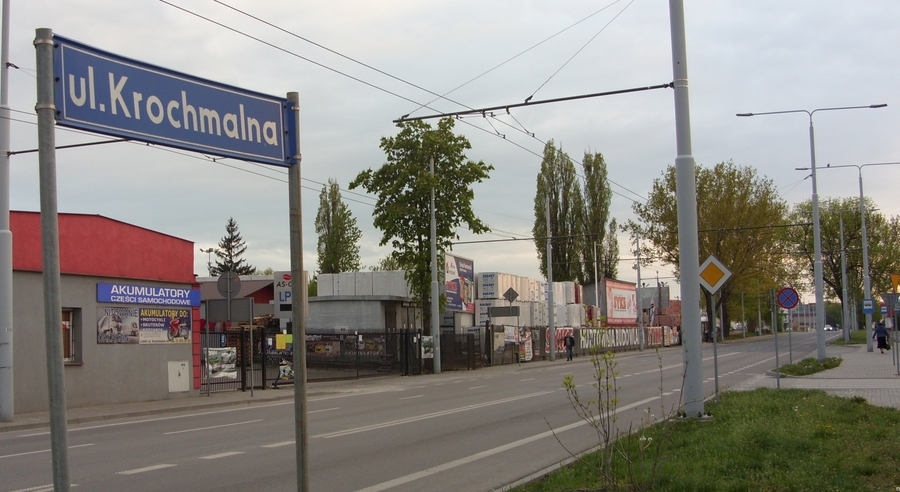
Były niemiecki obóz przejściowy w Lublinie przy ul. Krochmalnej 6, obecnie teren działalności gospodarczej

Obozy przejściowe Lublin – dwa niemieckie obozy przejściowe funkcjonujące w latach 1940-1944 w Lublinie przy ulicy Krochmalnej 6 i 31.
Zadaniem obozów przejściowych w Lublinie było przygotowanie transportów siły roboczej wysyłanych do niewolniczej pracy w III Rzeszy. Przez obozy te w czasie II wojny przeszło ponad 60 000 osób. Ponieważ narzucone przez władze niemieckie kontyngenty o dostarczaniu siły roboczej z poszczególnych jednostek administracyjnych (starostw, gmin, wsi i miast) nie przynosiły rezultatów, urządzano częste łapanki uliczne. Do obozów przywożono także wysiedlonych ze spacyfikowanych terenów Zamojszczyzny, z okolic biłgorajskiego, kraśnickiego, uchodźców ze Wschodu, jeńców wojennych, więźniów, Żydów, Sowietów, Ukraińców. Stan dzienny obozów wynosił 2500 osób. Byli to mężczyźni, kobiety i dzieci, w różnym wieku. Dane te oparte są na dokumentach z Lubelskiego Archiwum, oddziału zbiorów specjalnych Wojewódzkiej Biblioteki Publicznej im. H. Łopacińskiego w Lublinie, archiwum Muzeum na Majdanku, w archiwum Instytutu Pamięci Narodowej w oddziale lubelskim. Obozy na ulicy Krochmalnej 31 i 6 opisali byli więźniowie i świadkowie z ich rodzin. Archiwalne dokumenty niemieckie, adresowane były pod zmienioną na język niemiecki nazwą: ulicy Industriestrasse 6 i 31. Dotyczą one głównie spraw administracyjnych obozów, związanych z przyjmowaniem tzw. "nowozwerbowanych " do obozów, zatrudnionych tam osób oraz - zwalnianych z obozów. Niemcy zwalniali nie nadających się do pracy (głównie chorych). Obawiając się epidemii założyli nawet ambulatorium w obozie na Krochmalnej 31. Pod niemieckim nadzorem Arbeitsamtu (Urzędu Pracy) w Lublinie wysyłano do III Rzeszy transporty zdrowych i silnych ludzi do przymusowych robót na korzyść gospodarki niemieckiej. Rada Główna Opiekuńcza poprzez lubelski Komitet Opiekuńczy udzielała pomocy więźniom obozów z ulicy Krochmalnej 31 i 6 (łączniczki Anna Kawecka-Rybakowa, Halina Bukowiecka, Janina Suchodolska oraz wiele innych osób). Dokumenty archiwalne obejmują sprawozdania obozowe, notatki z prośbami o pomoc, o dostarczenie żywności, obuwia, odzieży, z powodu wyjazdu do Niemiec. Są one dowodami na celowość utrzymywania tych obozów. Wywożonych do Niemiec na przymusowe roboty nie wolno było zapisywać pod groźbą kary więzienia. W ten sposób w latach 1939–1944 z terenu Lubelszczyzny wywieziono do Niemiec 84 000 osób. Od sierpnia do września 1943 r. z obozów w Zamościu, Zwierzyńcu, i Lublinie wywieziono 4454 dzieci w wieku od 2 do 14 lat. Odpowiedzialni za obozy byli volksdeutsche Zdzisław Musielski i Kazimierz Kustroń zależni od hitlerowców Ramma i Ernsta. Wszyscy skazani zostali po wojnie na karę śmierci za zbrodnie przeciwko Narodowi Polskiemu i za zbrodnie przeciwko ludzkości. Brak upamiętnienia tych miejsc tablicą ku czci więźniów obozów przejściowych. 21 kwietnia 2008 odbyło się otwarcie wystawy poświęconej temu tematowi.